# 1 + 1 = 2
1 + 1 = 2 ist eine mathematische Gleichung, die oft stellvertretend für eine triviale Aussage steht.

## Philosophie
In der Philosophie der Mathematik und der Erkenntnistheorie werden solche arithmetischen Formeln oft als Beispiel für eine Aussage genannt, die entweder offensichtlich sind oder nur offensichtlich erscheinen und eine tiefere Begründung benötigen.
Immanuel Kant zählt die Formel {\displaystyle 7+5=12} zu den synthetischen Urteilen a priori, also ein ohne Basis der Erfahrung (a priori) gefälltes Urteil, das aufgrund der Zerlegung der Einzelbegriffe wahr ist.
Descartes zählt im Rahmen seines methodischen Zweifelns Aussagen wie {\displaystyle 2+3=5} zu jenen, die unabhängig des kognitiven Zustandes („ich mag schlafen oder wachen“) wahr erscheinen, aber dennoch der Täuschung eines bösen Dämons unterliegen könnten.
Im Rahmen des erkenntnistheoretischen Induktionsproblems bezeichnet David Hume solche arithmetischen Aussagen als Verhältnisse zwischen Ideen (relations of ideas), die man deduktiv gewinnen könne im Gegensatz zu den matters of facts, die dem Problem der Induktion unterlägen.

## Logik

### Dedekind und Peano
Spätestens Ende des 19. Jahrhunderts begann mit Richard Dedekinds Schrift „Was sind und was sollen Zahlen?“ sich auch in der Mathematik um eine genauere Begründung zu bemühen. Nach den bis heute gebräuchlichen Axiomen von Peano lässt sich die 1 als Nachfolger der 0 und die 2 als Nachfolger der 1 definieren. Hieraus kann man aus den Axiomen der natürlichen Zahlen die Aussage {\displaystyle 1+1=2} im strengen Kalkül herleiten.

### Beweis in der Principia Mathematica

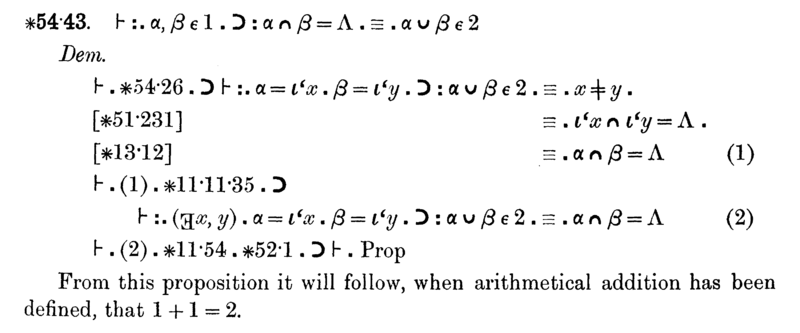
Auszug aus Principia Mathematica zur Beweisführung für 1+1=2

In dem Zusammenhang ist eine Bemerkung aus der Principia Mathematica von Bertrand Russell und Alfred North Whitehead berühmt geworden: Auf der Seite 379 wird {\displaystyle 1+1=2} bewiesen, sobald die arithmetische Notation definiert wurde. Einerseits wird das Ergebnis so interpretiert, dass selbst die vermeintlich einfachen Aussagen eines Beweises bedürfen, andererseits wird das Ergebnis auch als Kritik an der mathematischen Strenge genutzt.
Die Definition und der Beweis selbst wird erst in S. 86 des zweiten Teils beendet und schließt mit dem Kommentar „Der Satz [{\displaystyle 1+1=2}] ist ab und zu nützlich. Es wird mindestens drei Mal benutzt.“
Der Grund für die Länge des Beweises besteht darin, dass man ab dem 20. Jahrhundert nicht mehr die Arithmetik als Grundlage für die Mathematik nimmt, sondern die Mengenlehre.